# Meteorologisches Observatorium Lindenberg

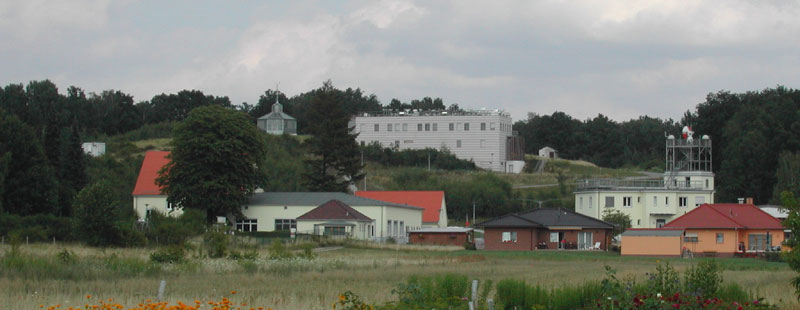
Meteorologisches Observatorium Lindenberg

Das Meteorologische Observatorium Lindenberg ist eine Einrichtung des Deutschen Wetterdienstes mit dem Themenschwerpunkt der Erforschung der Erdatmosphäre in Lindenberg (Tauche). Sie besteht ununterbrochen seit etwa dem Jahr 1905.

## Geschichte

### Gründung

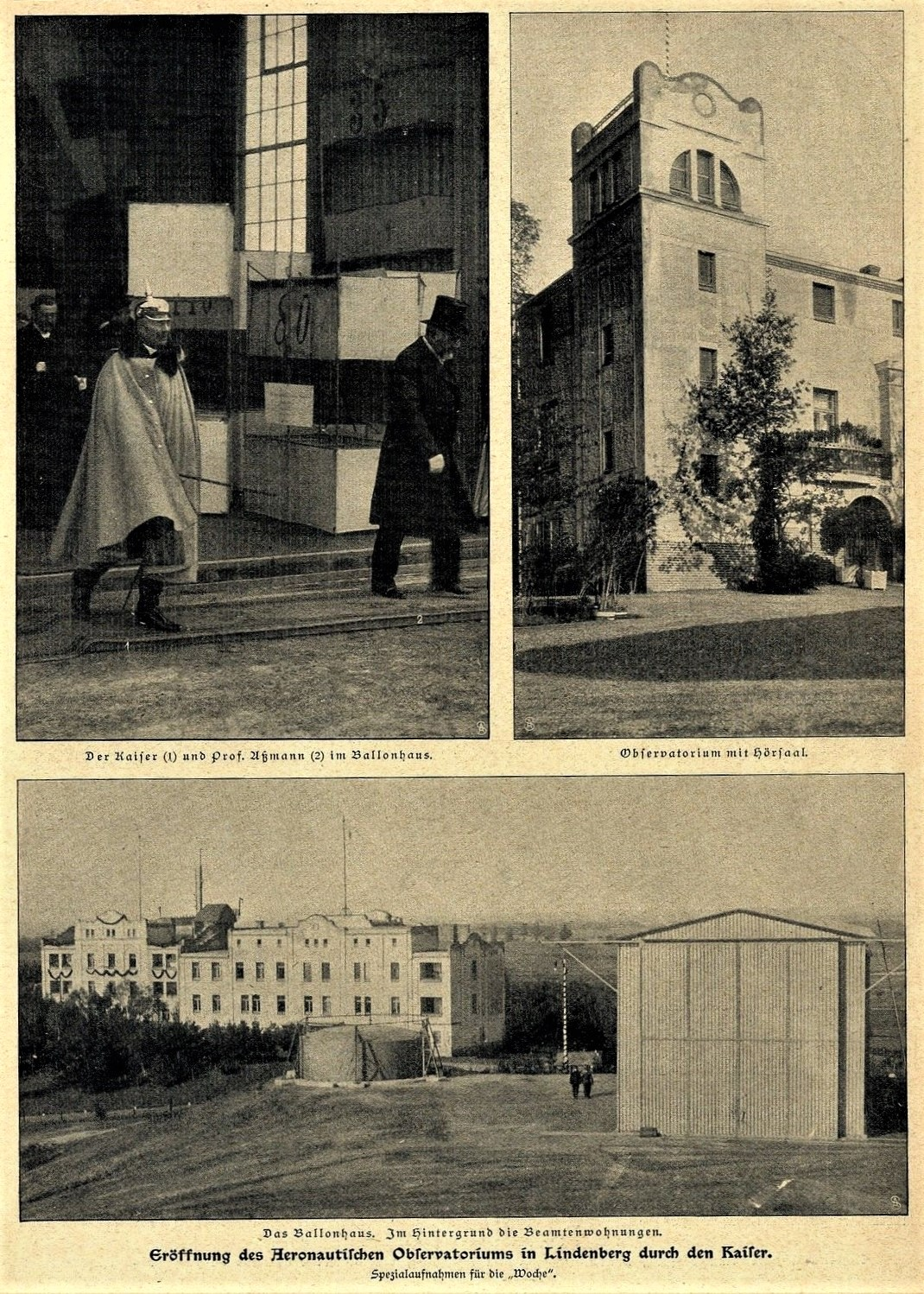
Bericht von der Eröffnung in
Die Woche (1905)

Das Königlich-Preußische Aeronautische Observatorium wurde zum Beginn des 20. Jahrhunderts errichtet und in Betrieb genommen. Am 16. Oktober 1905 vollzog Kaiser Wilhelm II. in eigener Person die offizielle Einweihung. Das Observatorium war die Nachfolgeeinrichtung des Aeronautischen Observatoriums in Berlin-Reinickendorf, das von 1900 bis 1905 gearbeitet hatte und aus Sicherheitsgründen (Gefährdung des Verkehrs und der Hochspannungsleitungen) nach Lindenberg verlegt worden war. Beide Observatorien wurden von Richard Aßmann ins Leben gerufen. Er wählte Lindenberg, weil die Abwesenheit zivilisatorischer Einrichtungen in der Landschaft zwischen Storkow und Beeskow die damals mit Drachen durchgeführten Messungen in der Atmosphäre ermöglichten.

### 1905 bis 1932
Erster Direktor des Meteorologisches Observatorium Lindenberg wurde Richard Aßmann: Unter seiner Leitung entstand 1907 das erste Netz aerologischer Stationen mit 5 Pilotierstellen in Deutschland. Bis 1910 entwickelte Otto Tetens am Observatorium den Pilotballon, der seitdem noch weltweit als Mittel zur Bestimmung des Höhenwindes benutzt wird.  Tetens nannte den Ballon „… den im Jahre 1901 von Herrn Geheimrat Assmann erfundenen Gummipilotballon …!“.
1910 richteten die Observatoriumsbetreiber einen Warnungsdienst für Luftfahrer ein, der damit als erster Flugwetterdienst der Welt gilt. Im Jahr 1913 entstanden erste Sendestationen für die Übertragung der Wettermeldungen. Es wurden Geräte zur Messung der Ionisation, der Leitfähigkeit, Staubsammler, Kompensationspyrheliometer und ein Radioaktivitätsmessgerät konstruiert und erstmals in der freien Atmosphäre eingesetzt. Der Aufstiegsbetrieb von Drachen, Fesselballons und Registrierballons lief im Routinebetrieb.
Von 1914 bis 1932 leitete Hugo Hergesell als Direktor das Observatorium. In dieser Zeit entwickelte Max Robitzsch Strahlungsmessgeräte und Georg Stüve Feuchtemessgeräte, womit die  Radiowellenausbereitung untersucht werden konnte. Ab 1919 erstellten die Mitarbeiter eine tägliche Wetterprognose. Im Jahr 1926 fanden erstmals Ozonmessungen in der freien Atmosphäre statt. Zudem wurde eine meteorologische Sicherung des Luftverkehrs (Flugwetterberatung) durch stündliche Ausstrahlung über einen 5 kW-Sender direkt an die Piloten installiert. 1929 gab es erste Untersuchungen zur UKW-Ausbreitung. 1930 übermittelte die erste deutsche Radiosonde, entwickelt von Paul Duckert (1900–1966), drahtlos Messdaten zur Bodenstation. Auch Wetterflugzeuge – speziell ausgerüstet zum Sammeln meteorologischer Daten – kamen zum Einsatz. Im Jahr 1932 legte Hergesell das Direktorat nieder; das Observatorium verlor damit seine Selbstständigkeit und wurde eine Abteilung des Preußischen Meteorologischen Institutes (gegründet 1847) in Berlin.

### In der Zeit des Nationalsozialismus
Dabei gehörte das Observatorium ab 1935 zum Reichswetterdienst und damit zum Reichsluftfahrtministerium. Das Gebäude wurde 1936 rekonstruiert. Ab 1938 gab es die Eichzentrale aller in Deutschland gestarteten Radiosonden. Im selben Jahr entstand ein großer Fesselballon für die Luftabwehr im Auftrag des Heereswaffenamtes; es wurden Gewitterwolken untersucht und alle meteorologischen Meldungen aus den okkupierten Gebieten (5 Antennenmaste von 90 m Höhe wurden dazu errichtet) empfangen und gesendet.

### Mai 1945 bis 1990
Nach dem Zweiten Weltkrieg nahm der Hydrometeorologische Dienst der UdSSR das Oberservatorium wieder in Betrieb, ab Januar 1946 stiegen routinemäßig Pilotballons auf. Bis 1946 wurde die Einrichtung unter der Bezeichnung Observatorium Lindenberg geführt, ab 1947 hieß das Observatorium Aerologisches Observatorium Lindenberg. 1947 entwickelten die neuen Mitarbeiter die Freiberg-Sonde und Radiotheodoliten. Im selben Jahr entstand die Zentrale des aerologischen Messdienstes auf dem Territorium der DDR.
Im Jahr 1950 kam die Radiosonden-Hauptstelle nach Berlin. An den alten Sendemasten arbeitete noch bis 1960 eine mikroaerologische Station, zudem wurden Ausbreitungsbedingungen elektromagnetischer Wellen untersucht. Ab 1960 baute Günter Mücket (* 1920) die Abteilung 'Sichtforschung' zur Entwicklung von Messgeräten zur Messung und Registrierung atmosphärischer Trübungsfaktoren auf. Zwischen 1952 und 1956 fanden verstärkt Fesselaufstiege unter Dubois statt, von 1960 bis 1962 kamen Driftballons zum Einsatz. Im Jahr 1955 entwickelte Josef Rink (1908–1974) die Lindenberger Mehrkanalsonde, die allerdings nicht in die Messpraxis überführt wurde. Von 1957 bis 1959 bauten die Meteorologen mit ihren Ingenieuren ein Höhenwind-Radar, das aber selten zum Einsatz kam. 1958 führte Martin Görsdorf (1912–1983) zum ersten Mal die 70 cm Wellenlänge in die Routine der Radiosondenaufstiegstechnik ein. Im selben Jahr wurden Radiotheodoliten für DDR-Aufstiegsstellen gebaut und die Radiosondenmesstechnik in Zusammenarbeit mit wissenschaftlichen Einrichtungen der Sowjetunion weiterentwickelt.
Unter Peter Glöde konstruierten Ekkehard Asseng (1936–1993) und H. Dier Messfühler, Sender und Fallschirme für Raketensonden und programmierten die Software zur direkten Auswertung von Radiosondenaufstiegen. Damit konnte die Radiosondenmessung vollständig automatisiert werden. Bei der Entwicklung von Wettersatelliten-Empfangsanlagen entstand auch eine 17 cm große Empfangsanlage für die Potsdamer Zentrale Wetterdienststelle.
Hans Steinhagen richtete im Observatorium das erste Elektronik-Labor ein. Zusammen mit seinen Mitarbeitern entstanden Korrekturalgorithmen für Satellitenaufnahmen der Erdoberfläche. Direktor Leiterer und seine Mitarbeiter führten die systematische Messung der optischen Dicke der Atmosphäre ein. Die Ingenieure Stolte und Schulz entwickelten Sender und Temperaturgeber der Dartsonde, die auf ballistischen Raketen zur Anwendung kam. Die Forschungsstation in Zingst für Raketenstarts wurde mit Hilfe der Fachleute aus Lindenberg aufgebaut. Der erste Start fand im Oktober 1989 statt. Auch ein SODAR-Netz wurde nach Erprobung aufgebaut.

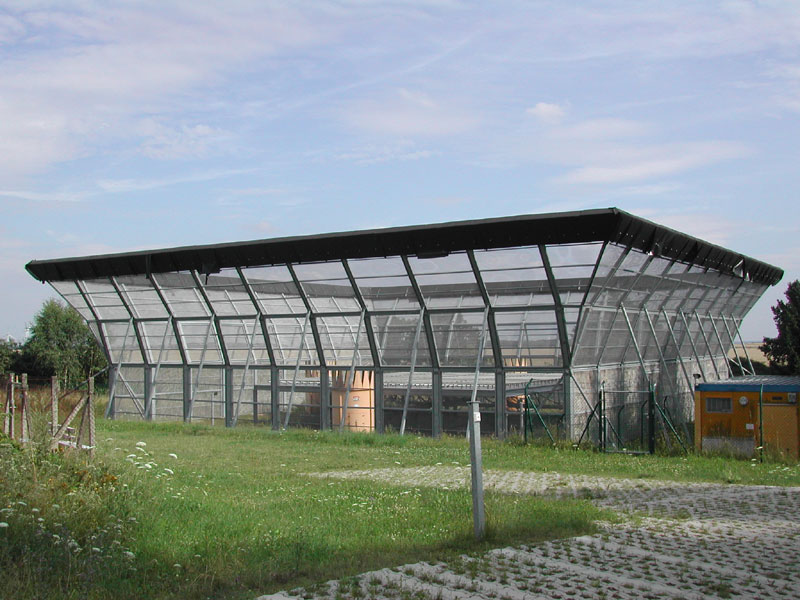
Wind-Profiler-System

Windenhaus und Strahlungszentrale

### Seit dem Mauerfall
Nach 1989 kamen neue Methoden der Vertikalsondierung der Atmosphäre und ihre Vorbereitung für den operativen Einsatz zur Anwendung. Die Zustands- und Prozessgrößen an der Erdoberfläche und innerhalb der atmosphärischen Grenzschicht sowie deren Interpretation und Bereitstellung für numerische Modellrechnungen und zur Validierung von Satellitendaten wurden erfasst und mit Computern ausgewertet. Dazu ging auch das Gemeinsame Messfeld in Falkenberg in Betrieb. Es werden Global- und Himmelsstrahlung in verschiedenen Wellenlängenbereichen und der Gesamt-Ozongehalt über Lindenberg gemessen und ausgewertet.
Seit der 100-Jahr-Feier vom 16. Oktober 2005 trägt die Anlage den Namen seines Begründers: Richard-Aßmann-Observatorium.

## Direktoren
- 1905–1914: Richard Aßmann
- 1914–1932: Hugo Hergesell
- 1933–1934: Heinrich von Ficker
- 1935: Wilhelm Marten (1874–1949)
- 1936–1942: Harald Koschmieder
- 1942–April 1945: Eitel Friedrich Herath (1889–1974)
- 1945, Mai bis Dezember 1945: Ingenieur-Kapitän Wladimir Alexejewitsch Belinski 
(Белинский, Владимир Алексеевич) als Beauftragter der Roten Armee[3]
- 1946 Kurt Wittig
- 1946–1949: Paul Beelitz (1896–1988)
- 1949–1950: Max Robitzsch
- 1951–1969: Paul Dubois (1903–1994)
- 1970–1990: Peter Glöde (1930–2002)
- 1990: Ulrich Leiterer
- 1991: Jochen Schwirne
- 1992–2004: Joachim Neisser
- seit 2004: Franz H. Berger

## Außenstelle
Die Außenstelle des Richard-Aßmann-Observatoriums liegt in Tauche-Falkenberg. Sie dient zur Messung der Bodentemperatur, der Windrichtung, des Luftdrucks und zahlreicher anderer meteorologischer Parameter. Das Richard-Aßmann-Observatorium hat hierfür einen 99 und einen 10 Meter hohen Messmast, die beide in Form abgespannter Stahlfachwerkkonstruktionen ausgeführt wurden.